# Sheldry Sáez
 (octobre 2011).
Si vous disposez d'ouvrages ou d'articles de référence ou si vous connaissez des sites web de qualité traitant du thème abordé ici, merci de compléter l'article en donnant les références utiles à sa vérifiabilité et en les liant à la section « Notes et références ».
Sheldry Sáez, née le 15 janvier 1992 à Chitré, est un mannequin panaméen.

## Biographie
Elle commence sa carrière de mannequin, a eu lieu quand elle remporte le concours de Wilhelmina Model Search en 2007[réf. nécessaire], puis a travaillé pour la filiale de Wilhelmina Models, Panama Talents, son agence de mannequins actuelle.
En mai 2011, Sheldry Sáez devient Miss Panama 2011, et termine dans le top 10 lors de l'élection de Miss Univers 2011[réf. nécessaire], où elle obtient le prix du « Meilleur costume national »[réf. nécessaire].